# Pod Wieżą

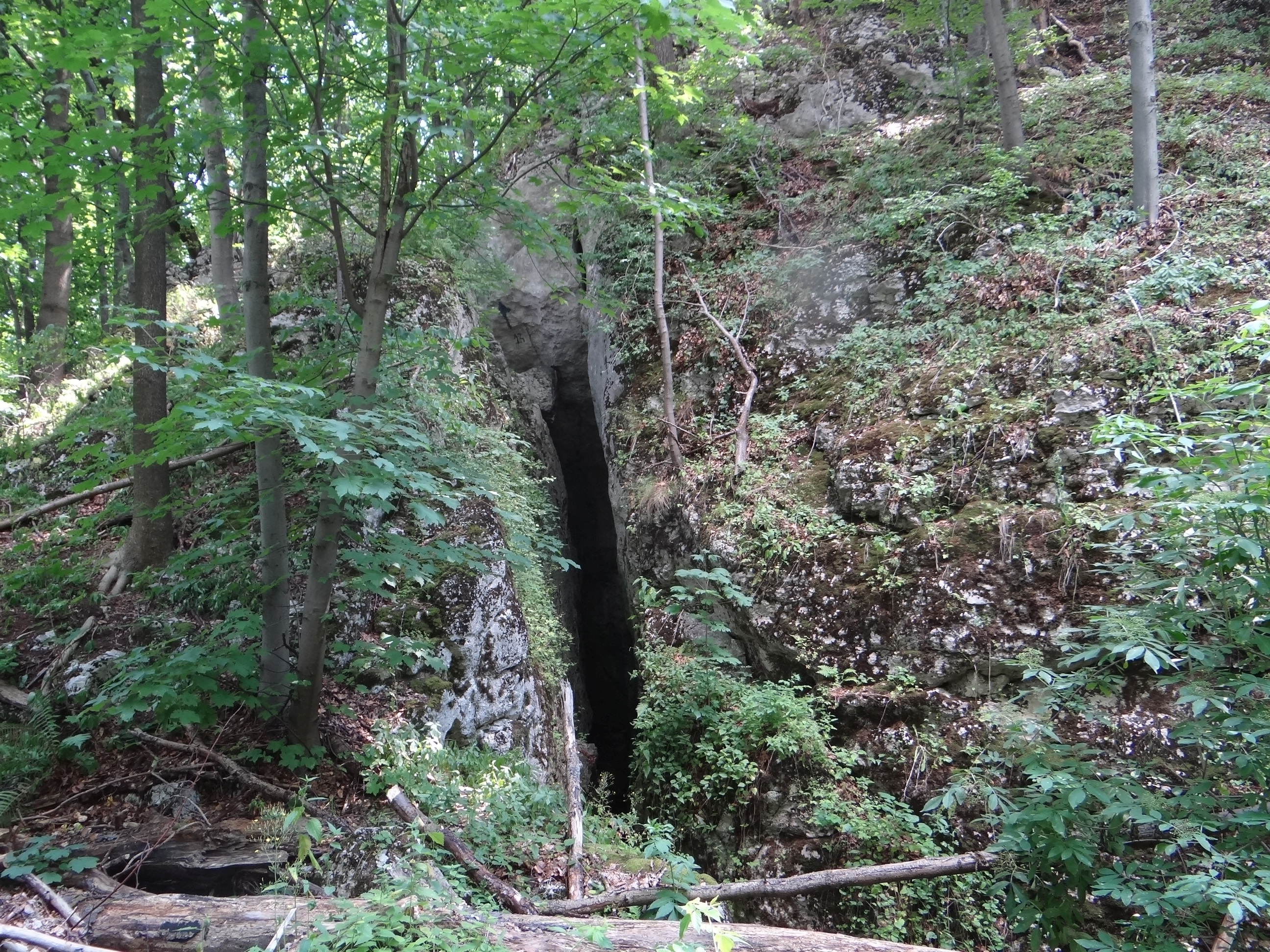
Otwór Jaskini Lodowej w Jaroszowcu

Pod Wieżą (447 m)  – najwyższe wzniesienie w masywie Stołowej Góry na Wyżynie Olkuskiej będącej częścią Wyżyny Krakowsko-Częstochowskiej. Administracyjnie znajduje się w obrębie miejscowości Jaroszowiec, w województwie małopolskim, w powiecie olkuskim, w gminie Klucze. 
Wzniesienie Pod Wieżą znajduje się na obszarze ochrony specjalnej Ostoja Natura 2000 Jaroszowiec. Porasta je las. W północno-zachodnich zboczach znajduje się pas skał, a w nich kilka jaskiń i schronisk: Jaskinia Lodowa w Jaroszowcu, Schronisko koło Jaskini Lodowej, Jaskinia poniżej Lodowej, Schronisko ku Wieży.

## Szlak turystyczny
ścieżka dydaktyczna „Góra Stołowa”: kościół w Jaroszowcu – Maniakówka – Jaskinia Błotna – Jaskinia Lodowa w Jaroszowcu – Kamieniołom Cieszyniec – kościół w Jaroszowcu